# Spragueia
Spragueia là một chi bướm đêm thuộc họ Noctuidae.

## Các loài
- Spragueia apicalis Herrich-Schäffer, 1868
- Spragueia basipuncta Schaus, 1914
- Spragueia cleta Druce, 1889
- Spragueia creton Schaus, 1923
- Spragueia dama Guenée, 1852
- Spragueia funeralis Grote, 1881
- Spragueia grana Dognin, 1897
- Spragueia guttata Grote, 1875
- Spragueia jaguaralis Hampson, 1910
- Spragueia leo Guenée, 1852
- Spragueia lepus Guenée, 1852
- Spragueia magnifica Grote, 1882
- Spragueia margana Fabricius, 1794
- Spragueia obatra Morrison, 1875
- Spragueia onagrus Guenée, 1852
- Spragueia pantherula Herrich-Schäffer, 1868
- Spragueia perstructana Walker, 1865
- Spragueia pyralidia Schaus, 1898
- Spragueia speciosa Draudt, 1936
- Spragueia turca Köhler, 1979
- Spragueia valena Druce, 1889